# 圆钝沼兰
圆钝沼兰（学名：Crepidium copelandii）为兰科沼兰属下的一个种。

## 扩展阅读
維基物種上的相關：圆钝沼兰